# Caminho de ferro de Luanda
Caminho de ferro de Luanda E.P. est l'exploitant de la ligne ferroviaire de Luanda à Malanje de 424 km, avec une branche de 55 km vers Dondo (Cuanza Norte) en Angola. 

## Histoire
CFL est une entreprise publique (E.P.) dépendant directement du ministère des Transports de l'Angola. Lobo de Nascimento est le président (Presidente do Conselho de Administração - PCA) de l'entreprise,.
La ligne, détruite lors de la guerre civile est remise en service en 2010 et les circulation de trains de marchandises et de voyageurs ont repris en janvier 2011.